# بوب سميث (لاعب كرة قدم)
بوب سميث (بالإنجليزية: Bob Smith)‏ (و. 1925 – 2002 م) هو لاعب كرة قدم أمريكية، من الولايات المتحدة، ولد في رينجرز، تكساس، يلعب كظهير دفاعي ‏، توفي في فلاور، عن عمر يناهز 77 عاماً.

## التعليم
تعلم في جامعة آيوا.